# Хоцю
32°20′49″ пн. ш. 116°16′23″ сх. д. / 32.34698° пн. ш. 116.27311° сх. д.
Хоцю (кит. 霍邱县, пін. Huòqiū Xiàn) — один із повітів КНР у складі префектури Луань, провінція Аньхой. Адміністративний центр — містечко Ченгуань.

## Географія
Хоцю лежить на висоті близько 36 метрів над рівнем моря. Північним кордоном повіту слугує річка Хуайхе.

### Клімат
Повіт знаходиться у зоні, котра характеризується вологим субтропічним кліматом. Найтепліший місяць — липень із середньою температурою 27,9 °C. Найхолодніший місяць — січень, із середньою температурою 2,3 °С.
| Клімат повіту Хоцю      | Клімат повіту Хоцю | Клімат повіту Хоцю | Клімат повіту Хоцю | Клімат повіту Хоцю | Клімат повіту Хоцю | Клімат повіту Хоцю | Клімат повіту Хоцю | Клімат повіту Хоцю | Клімат повіту Хоцю | Клімат повіту Хоцю | Клімат повіту Хоцю | Клімат повіту Хоцю | Клімат повіту Хоцю |
| Показник                | Січ.               | Лют.               | Бер.               | Квіт.              | Трав.              | Черв.              | Лип.               | Серп.              | Вер.               | Жовт.              | Лист.              | Груд.              | Рік                |
| Середній максимум, °C   | 6,6                | 9,2                | 14,3               | 21,2               | 26,6               | 29,5               | 31,8               | 31,1               | 27,2               | 22,2               | 15,6               | 9,2                | 20,4               |
| Середня температура, °C | 2,3                | 4,9                | 9,5                | 16,2               | 21,6               | 25,3               | 27,9               | 27,1               | 22,8               | 17,3               | 10,6               | 4,6                | 15,8               |
| Середній мінімум, °C    | −0,8               | 1,5                | 5,6                | 11,8               | 17,2               | 21,7               | 24,7               | 23,9               | 19,3               | 13,5               | 6,7                | 1,1                | 12,2               |
| Норма опадів, мм        | 32.1               | 39.9               | 69.2               | 64.7               | 87.5               | 149.4              | 231.2              | 133.1              | 81.5               | 64.3               | 58.6               | 24.2               | 1035.7             |
| Вологість повітря, %    | 74                 | 74                 | 73                 | 72                 | 73                 | 77                 | 83                 | 83                 | 80                 | 75                 | 74                 | 73                 | 75.9               |
| ----------------------- | ------------------ | ------------------ | ------------------ | ------------------ | ------------------ | ------------------ | ------------------ | ------------------ | ------------------ | ------------------ | ------------------ | ------------------ | ------------------ |
| Джерело: data.cma.cn    |                    |                    |                    |                    |                    |                    |                    |                    |                    |                    |                    |                    |                    |